# Copa México 1987/88
Die Copa México 1987/88 war die 34. Austragung des Fußball-Pokalwettbewerbs seit Einführung des Profifußballs in Mexiko und das erste Pokalturnier nach mehr als zehn Jahren, nachdem der Wettbewerb nach der letzten Austragung in der Saison 1975/76 zunächst eingestellt worden war.
Das Pokalturnier wurde in der ersten Hälfte des Jahres 1988 ausgetragen. Von den 20 Mannschaften, die in jener Saison erstklassig spielten, nahmen nur 16 am Pokalturnier teil. Nicht dabei waren der Tampico-Madero FC, Atlético Potosino, CD Irapuato und die UANL Tigres.
Pokalsieger wurde zum dritten Mal nach 1945 und 1953 der Puebla FC.

## Modus
Die Begegnungen wurden im K.-o.-System ausgetragen, wobei es in allen Runden (einschließlich des Endspiels) zu Hin- und Rückspielen mit je einem Heimrecht der beiden Kontrahenten kam. Eine Besonderheit dabei war, dass der in Mexiko-Stadt beheimatete CD Cruz Azul (Endspielgegner des Puebla FC) sämtliche Heimspiele im Estadio La Corregidora in Santiago de Querétaro austrug.

## Achtelfinale
Die Begegnungen des Achtelfinals wurden zwischen dem 29. Januar und 14. Februar 1988 ausgetragen.
|                   | Gesamt |                  | Hinspiel | Rückspiel |
| ----------------- | ------ | ---------------- | -------- | --------- |
| CF Atlante        | 5:3    | Atlético Morelia | 4:0      | 1:3       |
| CF Atlas          | 1:3    | Puebla FC        | 0:0      | 1:3       |
| UAT Correcaminos  | 2:5    | UAG Tecos        | 2:2      | 0:3       |
| CF Monterrey      | 4:2    | Club América     | 2:0      | 2:2       |
| CD Guadalajara    | 1:5    | CD Cruz Azul     | 1:2      | 0:3       |
| Club Necaxa       | 13:31  | Deportivo Toluca | 2:1      | 1:2       |
| CD Coyotes Neza   | 4:5    | UNAM Pumas       | 1:1      | 2:3       |
| Ángeles de Puebla | 3:2    | UDEG             | 1:0      | 2:2       |

Anmerkungen:
1 Es ist nicht bekannt, aufgrund welcher Kriterien Deportivo Toluca sich gegenüber dem Club Necaxa durchgesetzt hat.

## Viertelfinale
Die Begegnungen des Viertelfinals wurden zwischen dem 16. März und 13. April 1988 ausgetragen.
|                   | Gesamt |                  | Hinspiel | Rückspiel |
| ----------------- | ------ | ---------------- | -------- | --------- |
| Ángeles de Puebla | 3:7    | UNAM Pumas       | 1:3      | 2:4       |
| UAG Tecos         | 1:6    | CD Cruz Azul     | 1:3      | 0:3       |
| CF Atlante        | 2:3    | Deportivo Toluca | 1:1      | 1:2       |
| CF Monterrey      | 4:5    | Puebla FC        | 3:2      | 1:3       |

## Halbfinale
Die Halbfinalhinspiele wurden am 21. und 27. April 1988 ausgetragen, die Rückspiele fanden am 4. und 18. Mai 1988 statt.
|                  | Gesamt |            | Hinspiel | Rückspiel |
| ---------------- | ------ | ---------- | -------- | --------- |
| Deportivo Toluca | 3:4    | Puebla FC  | 3:2      | 0:2       |
| CD Cruz Azul     | 4:2    | UNAM Pumas | 1:0      | 3:2       |

## Finale
Die Finalspiele wurden am 25. Mai und 8. Juni 1988 ausgetragen und durch die Auswärtstorregel entschieden.
|              | Gesamt    |           | Hinspiel | Rückspiel |
| ------------ | --------- | --------- | -------- | --------- |
| CD Cruz Azul | (a)1:1(a) | Puebla FC | 1:1      | 0:0       |

Mit der folgenden Mannschaft gewann der Puebla FC im heimischen Estadio Cuauhtémoc den Pokalwettbewerb der Saison 1987/88:
Alberto Aguilar – Rafael Amador (Héctor Rosete), Aarón Gamal, Roberto Ruiz Esparza, Ángel Torres – Guillermo Cosío, Marcelino Bernal, Daniel Bartolotta, Ángel Ramos – Gustavo Moscoso, Paul René Moreno; Trainer: Hugo Fernández.